# Телевежа Ендем
Телевежа Ендем — це телевежа в районі Бююкчекмедже, Стамбул, Туреччина. Вона була побудована між 1998 і 2008 роками та має нині закритий ресторан, що обертається, на висоті 154 м (505 футів) над землею, а також оглядовий майданчик на висоті 160 м (520 футів). Загальна висота вежі становить 257 м (843 фути) разом з антеною.

## Катастрофа гелікоптера
10 березня 2017 року гелікоптер Sikorsky S-76, що належав компанії Swan Aviation, в сильному тумані зачепив антену телевежі та впав на розташовану поруч автомагістраль State Road D100. Усі семеро людей, які перебували на борту, загинули.